# Reithrodontomys humulis
Reithrodontomys humulis és una espècie de mamífer rosegador de la família dels cricètids. És endèmic del sud-est dels Estats Units. Es tracta d'un animal nocturn que s'alimenta de llavors i insectes. El seu hàbitat natural són les zones obertes amb herba. És una espècie en risc mínim, és a dir, no sembla que hi hagi cap amenaça significativa per a la seva supervivència. El seu nom específic, humulis, significa ‘humil’ en llatí.